# Штайна
Штайна (нім. Steina, в.-луж. Sćenjow) — громада в Німеччині, розташована в землі Саксонія. Входить до складу району Бауцен. Складова частина об'єднання громад Пульсніц.
Площа — 12,49 км2. Населення становить 1649 ос. (станом на 31 грудня 2020).